# Electric Fire
Electric Fire is het vierde soloalbum van Queen-drummer Roger Taylor. Het album is uitgebracht in 1998 en heeft twee singles, "Pressure On" en "Surrender", voortgebracht. Met uitzondering van de cover van Working Class Hero van John Lennon staan er allemaal nieuwe nummers op het album. 

## Nummers
- Alle nummers geschreven door Taylor, tenzij anders aangegeven.

1. "Pressure On" - 4:56
2. "A Nation of Haircuts" - 3:32
3. "Believe in Yourself" - 5:00
4. "Surrender" - 3:36
5. "People on Streets" - 4:11
6. "The Whisperers" (Taylor/Evans) - 6:05
7. "Is It Me?" - 3:23
8. "No More Fun" - 4:13
9. "Tonight" - 3:44
10. "Where Are You Now?" - 4:48
11. "Working Class Hero" (Lennon) - 4:41
12. "London Town - C'mon Down" - 7:13